# 세르다냐
세르다냐(카탈루냐어: Cerdanya, 카탈루냐어 발음: [səɾˈðaɲə]듣기 (도움말·정보); 스페인어: Cerdaña, 스페인어: [θeɾˈðaɲa] ( 듣기), 프랑스어: Cerdagne, 발음: [sɛʁdaɲ] ( 듣기)) 또는 종종 라 세르다냐는 자연 지역과 역사적 지역은 프랑스와 스페인 사이에 나뉜 동부 피레네이다. 역사적으로 이곳은 카탈루냐 백국 중 하나였다.
세르다냐 면적은 1,086.07 km2 (419 mi2)이며, 스페인(50.3%)과 프랑스(49.7%)가 거의 균등하게 나눈다. 2001년 인구는 약 26,500명이었으며, 그 중 53명이 %는 스페인 영토에 거주했다. 인구 밀도는 km²당 24명(제곱마일당 63명)이다. 세르다냐의 유일한 도시 지역은 푸이그세르다-부르마담의 국경을 넘나드는 도시 지역으로, 2001년에 10,900명의 주민이 거주했다.
이 지역은 연간 일조량이 많으며, 일조량은 약 3,000시간이다. 이러한 이유로 프랑스 세르다냐의 여러 지역에 선구적인 대규모 태양광 발전 프로젝트가 건설되었다. 여기에는 퐁-로뫼-오딜로-비아, 테미스 발전소가 포함된다. 타르가손 근처, 그리고 몽루이스의 몽루이스 태양로가 있다.

## 역사

### 고대
세르다냐의 첫 주민들은 아마도 고대 바스크어와 아키타니아어와 관련된 언어를 사용했을 것이다. 많은 지명이 이를 증명한다.
기원전 1천년기에 남쪽에서 이베리아인이 왔다. 세르다냐에서 그들은 아마도 토착민과 섞였고, 그 결과 사람들은 케레테스로 알려졌는데, 이는 토착어 ker 또는 kar에서 유래한 것으로, 바위를 의미하며 고대 바스크어 karri(현대 바스크어 harri), 돌과 관련이 있다.
케레테스는 아마도 바스크와 아키텐과 관련된 종족이었을 것이다. 원주민과 섞인 이베리아 씨족은 소수의 사람으로 구성되었을 수 있기 때문이다. 케레테스는 고대 바스크어와 아키텐어와 관련된 언어를 유지했지만, 일부 이베리아어 단어가 언어에 들어갔을 수 있으며, 이베리아인은 아마도 케레테 사회의 최상위에 있었을 것이다.
전국을 지휘하는 케레테스의 주요 oppidum은 Kere라고 불렸고, 오늘날의 Llívia 마을(프랑스 영토에 있는 스페인 외딴 지역) 위의 언덕에 지어졌다. 나중에 케레테스는 로마의 지배를 받았고, 로마인들은 oppidum을 Julia Lybica로 이름을 바꾸었고, 상당수의 로마 시민이 그곳에 정착했다. 로마 제국 동안, Cerdanya 지역은 pagus로 알려졌으며 pagus Liviensis(수도인 Julia Lybica에서 유래한 이름)로, Hispania Tarraconensis 속주의 일부였다. pagus Liviensis 자체는 두 부분으로 나뉘었다. Julia Lybica를 중심으로 한 동부 지역은 Cerretania Julia로 알려졌고, 서부 지역은 Cerretania Augusta로 알려졌다. Cerdanya라는 이름은 Cerretania에서 유래되었으며, 그 자체로 주민의 옛 이름인 Kerretes에서 유래되었다. Julia Lybica의 경우, 이름은 Julia Livia로 바뀌었고, 그다음에는 Llívia로 바뀌었다.
Kerretes는 아마도 8세기나 9세기까지 그들의 옛 언어를 유지한 것으로 보인다. 이 지역의 로마자화는 매우 느렸지만, 결국 모국어가 사라지고 Cerdanya 사람들은 라틴어에서 파생된 언어인 카탈로니아어를 사용하게 되었다. 로마 제국이 끝나자 Julia Lybica는 쇠퇴기에 접어들었고, 그 중요성을 크게 잃었다. 이 무렵 라 세우 두르헬(카탈로니아에 있지만 세르다냐 외부) 마을이 훌리아 리비카를 대체하여 북부 카탈로니아 지역의 주요 인구 중심지가 되기 시작했고, 6세기에 우르헬 교구(주교구)이 설립되었을 때 세르다냐는 그 경계 내에 있었다.

### 중세
반달족과 다른 게르만족에 의해 황폐해진 세르다냐는 서고트족의 툴루즈 왕국과 나중에 톨레도 왕국의 일부였으며, 결국 무슬림에게 정복당했다. 무슬림의 확장이 툴루즈 전투(721)에서 오도 대왕에 의해 중단된 후, 베르베르 사령관 우스만 이븐 나이사는 세르다냐에 작은 왕국을 건설하고 오도와 동맹을 맺어 아키텐 지도자가 남동쪽 국경을 확보할 수 있었다. 그러나 우스만 이븐 나이사가 우마이야의 공격을 받고 뒤따랐고 베르베르 군주는 패배하여 압둘 라흐만 알 가피키가 아키텐으로 원정할 수 있는 길이 열렸다. 압둘라흐만 1세가 에브로 지역을 가로지르는 군사 작전(781년) 동안, 코르도바 사령관은 세르다냐에서 이븐 벨라스쿠트 또는 갈린도 벨라스코테네스의 항복을 받았다. 카롤링거 왕조의 압력 하에 세르다냐는 785년경 프랑크의 가신이 되었다.
세르다냐 백작
세르다냐 백작은 샤를마뉴가 세운 스페인 마르케스에서 유래했다. 9세기에 세르다냐는 바르셀로나 백작이 연합한 영주권 중 하나였으며, 이들은 지로나, 나르본, 우르헬의 백작이기도 했다. Wilfred the Hairy(870–897년 백작)는 세 아들을 두었고, 막내인 Miron(927년 사망)을 주권 국가인 Cerdanya 백작으로 세웠다.

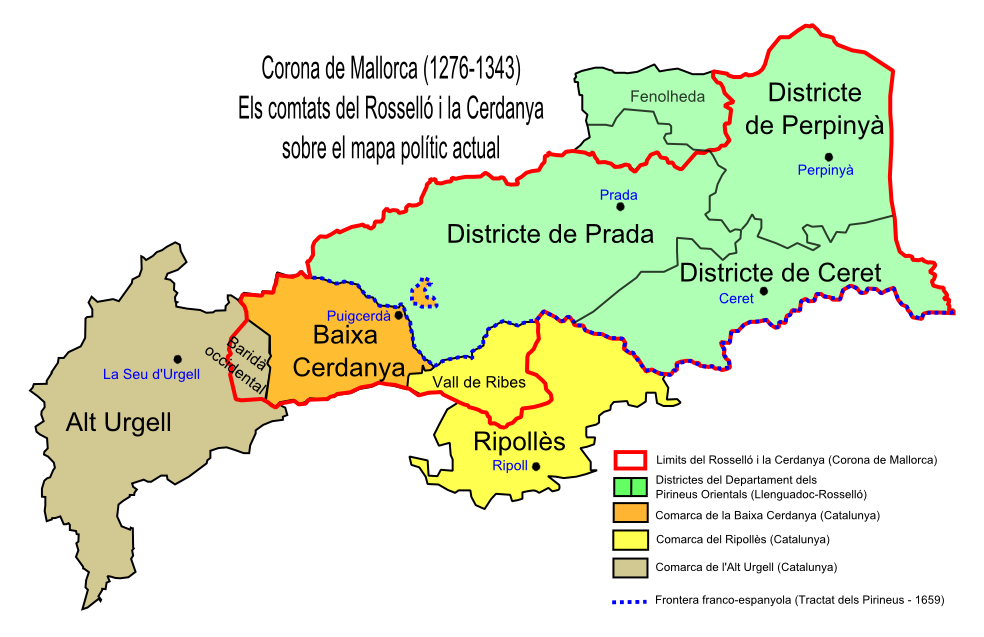
현재 정치 지도에 나타난 고대 Rosselló와 Cerdanya 백작

Cerdanya 주권 백작은 Urgell 백작, 바르셀로나 백작, 베살루 백작, 루시용 백작, 라제스 백작과 경계를 접하고 있었다. 세르다냐 백작은 세르다냐 본토와 Capcir, Conflent와 같이 시간이 지나면서 상속을 통해 획득한 다른 지역이 추가된 것으로 구성되었다. 따라서 세르다냐 백작은 실제로 매우 중요한 백작이었다. 세르다냐 백작은 수도원의 위대한 후원자였으며, 가장 유명한 것은 10세기로 거슬러 올라가며 Conflent에 위치한 Saint-Michel de Cuxa(카탈로니아어: Sant Miquel de Cuixà)와 1009년 세르다냐 백작 기프레드가 봉헌한 Saint-Martin-du-Canigou(카탈로니아어: Sant Martí del Canigó)이다.
그러나 백작의 가계는 1117년에 단절되었고 백작은 나중에 Aragon의 왕이 된 바르셀로나 백작에게 상속되었다.

### 현대

카탈로니아와 피레네-오리엔탈의 세르다냐 현대 자연 코마르카.

카탈로니아의 하부 세르다냐의 코마르카의 문장이며, 행정 코마르칼 위원회 엠블럼에도 그려져 있다.

세르다냐 본토는 1659년 피레네 조약에 의해 스페인과 프랑스로 분할되었고, 세르다냐 북부는 프랑스령이 되었다. 세르다냐의 남쪽은 스페인령으로 남았다. 로셀로, 카피르, 콩플랑 카운티도 당시 프랑스령이 되었다.
오늘날 세르다냐의 스페인 측은 카탈루냐의 코마르카로 바이샤 세르다냐(즉, "하부 세르다냐")로 알려져 있으며 수도는 푸이그세르다이다. 푸이그세르다는 1659년 분할 이전에 이미 세르다냐의 수도였으며, 1178년에 힉스를 대체하여 세르다냐의 수도가 되었다. 세르다냐의 백작이 거주했던 힉스는 현재 국경의 프랑스 측에 있는 코뮌 부르-마담 내부의 마을이다. Hix는 고대에 Cerdanya의 고대 수도였던 Llívia를 대체했다. 피레네 조약에서 Llívia는 스페인령으로 남기로 결정했다(조약에서 마을만 프랑스에 양도해야 한다고 규정했고, Llívia는 고대 Cerdanya의 수도라는 지위 때문에 마을이 아닌 도시로 간주되었기 때문이라고 한다). 따라서 Llívia는 이제 프랑스 영토 내의 스페인 포위된 지역이다.
Cerdanya의 프랑스 쪽은 Pyrénées-Orientales의 département의 일부이며 특별한 지위가 없다. 프랑스 사람들은 이곳을 Cerdagne française(즉, "프랑스의 Cerdanya") 또는 그냥 Cerdagne라고 부르는 반면, 스페인 사람들은 이곳을 Alta Cerdanya("Upper Cerdanya")라고 부른다. 주요 도시는 Bourg-Madame과 스키 리조트인 Font-Romeu이다.
프랑스와 스페인이 분열되었음에도 불구하고, 국경 양쪽의 가족 간에는 유대감이 남아 있으며, 한 나라에서 다른 나라로 자주 여행한다. 제1차 세계 대전 동안, Cerdanya는 말과 노새가 프랑스에서 스페인의 Cerdanya로 이동한 후 프랑스 군대에 판매되어 Le Perthus를 통해 프랑스로 돌아오는 중요한 밀수 무역의 장소였다.

## 경제
피레네 산맥의 이웃 지역과 마찬가지로, 세르다냐는 경제를 강력하게 뒷받침하기 위해 관광에 의존한다. 스파, 스키, 하이킹은 오랜 역사를 가진 명소이다. 또한 노란색 기차는 주요 관광 명소이다.
라 세르다냐는 바르셀로나 주민과 관광객 사이에서 스키로 가장 잘 알려져 있다. "마셀라" 스키 리조트는 우루스와 알프 근처에 위치하고 있으며 1월 3일에 개장했으며, 산이 북쪽을 향해 있어서 피레네에서 가장 긴 스키 시즌을 제공한다. 현재 스키장에는 15개의 스키 리프트가 있는 62개의 슬로프가 있으며, 2013년부터 야간 스키를 제공하고 있다. 마셀라와 물리적으로 인접해 있지만 다른 스키 패스가 필요한 "라 몰리나"는 68개의 스키 슬로프를 보유하고 있다. La Cerdanya는 안도라 및 프랑스와 가깝기 때문에 주민들은 "Font Romeu", "Formigueres", "Les Angles" 및 "Grandvalira"에서 스키를 즐긴다. gares de Nieve - La Cerdanya|date=2015년 3월 12일}}</ref>

## 유명인
- 박사. 호세 바젤가, 종양학자